# Szügy
Szügy è un comune dell'Ungheria di 1.465 abitanti (dati 2001). È situato nella contea di Nógrád.